# 愛馬仕
愛馬仕（法語：Hermès，法語發音：[ɛʁmɛs]）是法國奢侈品品牌，成立於1837年，專門研究皮革、生活飾品、家居擺設、香水、珠寶、手錶和成衣。自1950年代至今的徽標是一名公爵和馬車。納德傑·范內-齊布爾斯基（Nadège Vanhee-Cybulski）是現任創意總監。愛馬仕的總店位於法國巴黎，分店遍布於世界各地。

## 歷史

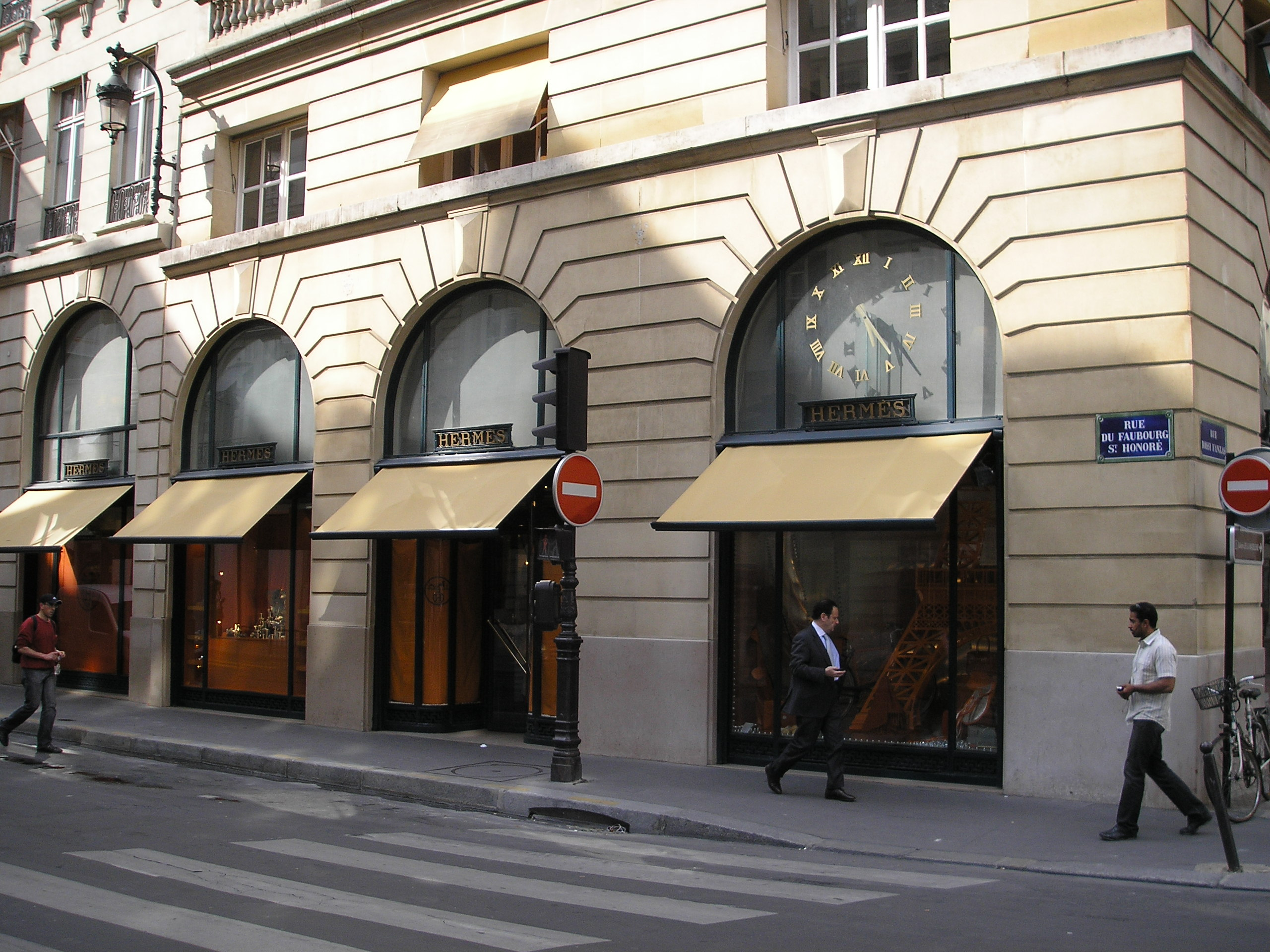
巴黎聖奧諾雷市郊路愛馬仕總店

愛馬仕是法國的公司，愛馬仕公司以此商標名稱立足於時尚品牌的領域。愛馬仕初始是以馬具產品工房創業，預見了汽車發展之後，馬車使用將會衰退，於是開始將事業的重心轉移到皮夾及手袋的生產，並且獲得成功。
現在使用的商標靈感是來自愛馬仕博物館當中，由 Alfred de Dreux 所畫的水彩畫而來，畫裡面一位小馬夫正在一輛維多利亞式的雙座馬車等待他的主人，愛馬仕創辦人從這幅畫得到了靈感，這幅畫也馬上成了香水 Caleche 的裝飾標誌。之所以刻意用這樣的圖案當作商標，固然是因為公司與馬車時代的淵源傳統，另一方面則是刻意突顯「愛馬仕的產品都是出於最高品質呈現的理念而製造，但如何表現出屬於自我的風格則端看顧客本身」。這意味著，沒有人的馬車就是愛馬仕的產品，真正能駕馭馬車（完美使用產品的)，則是顧客自己。由此可看出愛馬仕產品內斂又不譁眾取寵的特質。

### 19世紀
愛馬仕公司最早是1837年，由 Thierry Hermès（1801年－1878年）在巴黎創立的馬具製造公司。後來法國的拿破崙三世和俄國沙皇都成為他們的顧客。
Thierry 的孫子，也就是公司第三代的負責人 Émile-Maurice Hermès（1871年－1951年）將事業版圖朝向更多角化的經營。在1890年代開始，以製作馬具的技術為基礎，愛瑪仕製作出了最早的手提袋 Sac haut-à-croire。1927年推出手表。此後，服飾、首飾及裝飾品、香水，陸續開展擴大其生產部門。而所有產品的設計、製造及販售全部都由公司內部統籌規劃，一手包辦而不假他人之手。

### 20世紀
1920年代，愛馬仕積極拓展手袋、旅行袋、手套、皮帶、珠寶、筆記本，以及煙灰缸、絲巾等生產路線。亦在美國紐約開了第一家海外專賣店，進入另一個里程碑。
自1937年第一條絲巾問世到現在，愛馬仕已推出超過900款絲巾。愛馬仕的標準絲巾尺寸是90x90公分見方，以75克的真絲製成，搭配方式變化多端：可作為手腕、肩、和頸部以及皮帶或手提袋上的裝飾品。
1950年代 Robert Dumas 的接掌後，更陸續推出了香水、領帶、西裝、鞋子、沐浴巾、瓷器、珠寶、男女服飾、手表和桌飾系列等新商品。
1975年取得 John Lobb 鞋廠授權後，其他包括靴子、織品、帽子的優秀品牌相繼被愛馬仕國際集團網羅。在愛馬仕的14種業務中，依重要性排列，皮革產品居首，接著是絲綢及成衣，製錶位列第四，然後才是香水，餐具，金銀器皿，水晶和珠寶等。
1975年在香港半島酒店設立了首家愛馬仕獨立店。
1997年，愛馬仕將自營精品店瞄準中國市場，在北京王府半島酒店開設了一家專門店。

### 21世紀

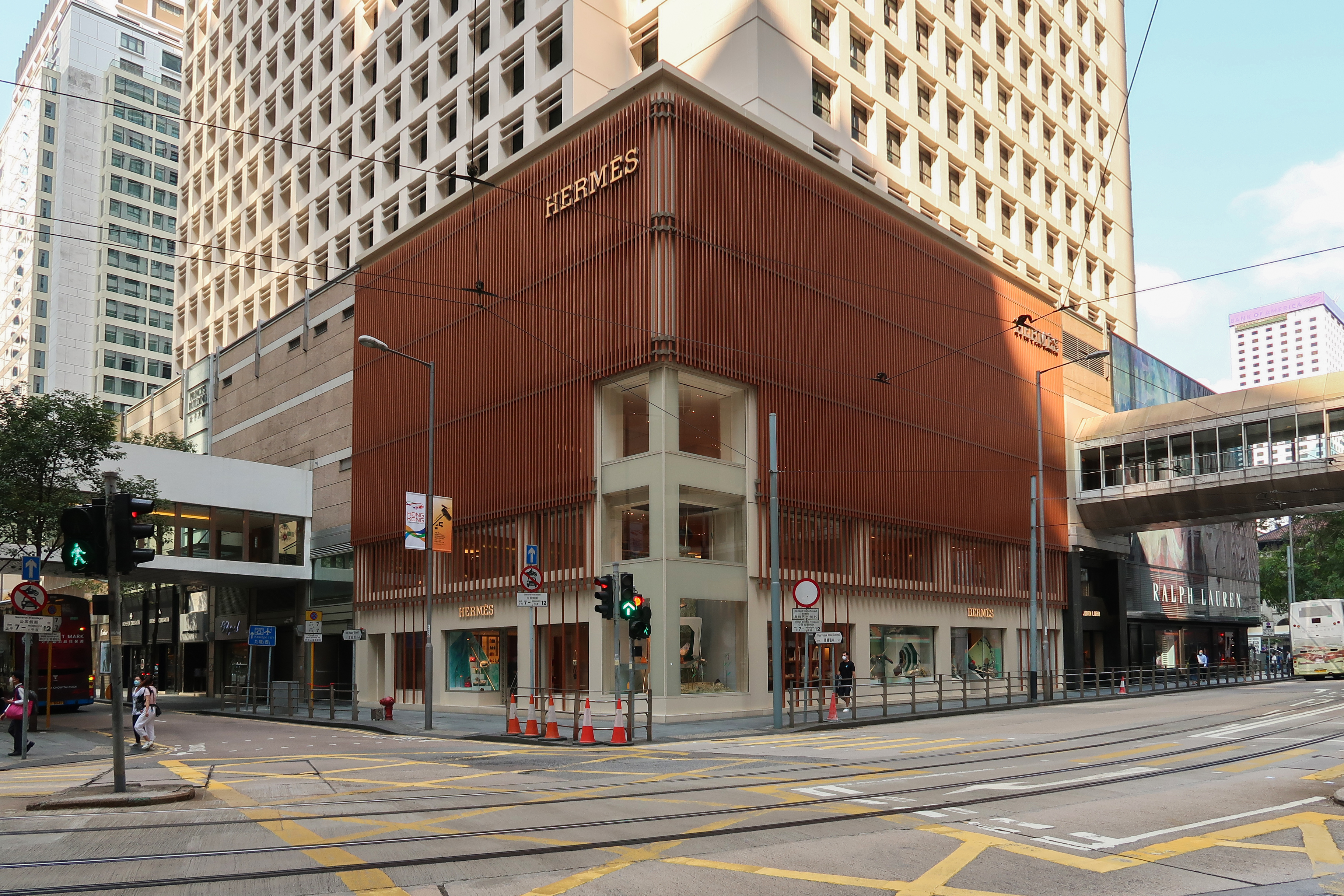
中環太子大廈愛馬仕旗艦店

今日愛馬仕已擁有多種各式產品旗下80多家子公司，從事生產批發零售與物流管理，並構成愛馬仕三大部分，即 Hermès Sellier（皮革用品），La Montre Hermès（手錶）及 Hermès Parfums（香水），並在全世界設有分公司。愛馬仕在全球擁有兩百家左右的專賣店、56個零售專櫃，為了維持一貫保有的愛馬仕品味與形象，所有產品的設計製作、對每家專賣店的格局設計，連陳列櫃都是在法國原廠訂製，才空運至各地，期望保持的是百年歷史的堅持。
2018年1月，愛馬仕香港將搬離自1975年在尖沙咀半島酒店設立的首家獨立店，遷往中環太子大廈，開設全新旗艦店。
2018年，愛馬仕推出手機遊戲應用程式，遊戲概念來自傳統的擲馬蹄鐵遊戲。
2018年4月，Hermès 參與到傢俱品牌為主的米蘭設計周。Hermès 所設計的「家居」展區中，以“All about colour”為主題。不同空間都以不同顏色為主，有着不同的感覺。
2018年7月，Hermès 把東京國立新美術館打造成大型的電影片場，由 Hermès 女裝世界藝術總監 Bali Barret、法國製片人兼策展人 Laure Falmmarion 以及女性成衣藝術總 Nadège Vanhee-Cybulsk 共同製作，把服裝發佈會變為一場電影發佈會。
2018年9月，2019 春夏系列時裝展於巴黎隆尚馬場舉行，並以運動時尚風為主題，使用鮮明色彩。

## 年度主題
1987年，恰逢品牌150週年慶，從該年伊始，即開始確立每年訂定一個主題，為該年度品牌所欲傳達的精神，並且還會發行該年度的年度緞帶，以用來包裝商品。惟自2005年開始，該品牌為更深耕大中華市場，官方刊物《Le Monde d' Hermès》首度發行全中文版，而年度主題的中文名稱亦由愛馬仕公司統一公佈。
- 1987年：煙火
- 1988年：異國風情
- 1989年：法國萬歲
- 1990年：自由的天空
- 1991年：Hermès 在那遠方的國度
- 1992年：海
- 1993年：馬
- 1994年：太陽
- 1995年：路
- 1996年：音樂
- 1997年：非洲
- 1998年：樹
- 1999年：星辰
- 2000年：邁向新世紀的第一步
- 2001年：地球
- 2002年：手
- 2003年：地中海
- 2004年：創意與色彩
- 2005年：如江河匯流
- 2006年：巴黎如風伴隨
- 2007年：與橘色絲帶共舞
- 2008年：夢幻印度
- 2009年：美麗的逃逸
- 2010年：被傳頌的故事
- 2011年：當代工藝大師
- 2012年：時間的禮物
- 2013年：韻動人生
- 2014年：蛻變，締造愛馬仕傳奇
- 2015年：閑情漫步
- 2016年：源於自然萬物間
- 2017年：物之本意
- 2018年：玩轉仕界
- 2019年：由夢而啟，乘夢前行
- 2020年：匠·新
- 2021年：荷马史诗
- 2022年：輕盈的心
- 2023年：天馬行空
- 2024年：源自福寶的愛馬仕精神
- 2025年：繪聚匠心

## 代表人物

### 設計師
- Marc Audibet
- Eric Bergère
- Claude Brouet
- Mariot Chane
- Jacques Delahaye
- Jean Paul Gaultier
- Tan Giudicelli
- Catherine de Karolyi
- Christophe Lemaire
- Monsieur Levaillant
- Martin Margiela
- Véronique Nichanian
- Lola Prusac
- Bernard Sanz
- Nadège Vanhee-Cybulski
- Nicole de Vesian

## 商標
- 馬車圖案是 Hermès 從經營馬具開始的悠久歷史與精緻品質的傳統象徵，通常會在產品的內部不顯眼的地方看到。
- Hermès 的大寫簽名，如果不是與馬車圖案一起出現，通常會被安排在按釦或錶面上。另外 Hermès 下方經常有一行 PARIS 的小字。
- H字型：對於最近越來越誇張 Logo 的名牌流行風，Hermès 的馬車圖案也許顯得有些含蓄，所以「H字型」在最近幾年的產品經常出現。

## 軼事
現在最具人氣的Hermès皮革包款分別是凱莉包（Kelly bag）和柏金包（Birkin bag）。
凱莉包最早在1935年即已開始販售，最早是以 Sac-à-croire 為產品名，原本這是一個附掛在馬鞍的附屬袋，之後改良成為適合仕女使用的產品，形狀略成梯形線條、雙袋扣、短半圓形提把。材質包括鱷魚皮、鴕鳥皮、豬皮和小牛皮。後來成為摩納哥王妃的女星的葛莉絲·凱莉，在懷著卡洛琳公主時，出席了一個公開場合，被美國的「Life」雜誌拍攝到一張她以該款包包遮掩住微凸腹部的照片，該款包包因而聲名大譟，經過王妃的同意，Sac-à-croire 遂於1955年正式改名 Kelly。凱莉包從鞣皮、選皮、染色、剪裁到縫合，全部以手工完成。在皮包內側，還會標示製造的工匠代碼，以後要送修、保養，就由同一個匠師來幫你服務，並且會幫顧客縫上個人英文名字。這樣的製作流程與後續服務，使得成本高昂，且產量較低。
同樣與凱莉包具有超高人氣的手提袋是於1984年推出的一款柏金包。某次愛馬仕總裁杜邁在飛機上，鄰座巧遇英倫出生但走紅法國的女歌手珍·柏金（Jane Birkin，當時為 Serge Gainsbourg 之妻)，因為常常到各地巡演，柏金希望能有一個方便她放嬰兒尿片及奶粉的袋子，以使她帶著女兒外出時，可以將這些東西全部放在一起減輕累贅。這個願望後來促成了柏金包的誕生。柏金包有軟硬兩種形式，並有三種尺寸選擇。適合登機旅行。(柏金包有內縫、外縫款式，配合各種皮革材質而有軟硬變化）

## 股东结构
截至2016年12月底，爱马仕家族作为Émile Hermès SARL的合作伙伴及其家族成员，通过多家资产持有公司和直接持股，共同拥有爱马仕国际股份有限公司65.1%的股本，这使得该家族在净收入分配的投票权中占74.8%，在其他所有事项中的投票权占77.2%。高端奢侈品集团LVMH在2010年下半年积累了20.21%的股份，并在同一日期持有13.08%的投票权，其中0.39%的股份为库存股，其余16.61%为自由流通股。LVMH将发起对爱马仕的收购要约的猜测已多次被其主席贝尔纳·阿尔诺否认。然而，业内一些人对此表示怀疑，例如苏黎世冯托贝尔投资银行的分析师雷内·韦伯声称：“阿尔诺不惧怕战斗，他的许多战斗对他和他的股东们来说都是成功的。他能否最终成功收购爱马仕仍是一个悬而未决的问题。” 主要的爱马仕家族控股公司的主席贝特朗·皮埃奇批评了LVMH对爱马仕股份的收购，并呼吁该公司将其持股减少一半。

## 爭議
- 2015年1至3月，上海出入境檢驗檢疫局連續檢出愛馬仕品牌的進口服裝甲醛含量，不符合國家紡織產品基本安全技術規範，甲醛超標，貨上標示生產國均為法國。不合格進口產品做銷毀或退運處置，並表示在連續發現不合格後，該局已提高了愛馬仕公司服裝的抽檢比例。[14]
- 善待動物組織（PETA）臥底發現愛馬仕製作過程涉及活剝鱷魚和鴕鳥皮，並秘密實拍過程上網，愛馬仕則回應，會對不達要求的養殖場，採取相應措施。但 PETA 表示愛馬仕並未如其所言有專業特約合作且嚴密管控的養殖場，很多是臨時採購或短期簽約，來源與宰殺方式完全無管理狀態，PETA 總監貝赫希說：「人們大花金錢買這些配件，但在殘忍和令人作嘔的工場內，鱷魚才付上真正代價。」[15]

## 参見
- 凯莉包
- 柏金包
- 杨包

## 外部連結
- 愛馬仕公司網站（包含提供部分國家地區線上商品販售） （页面存档备份，存于）